# 瀧住電機工業
瀧住電機工業株式会社（たきずみでんきこうぎょう,TAKIZUMI)　は、大阪市東住吉区に本社を置く、照明器具の製造・販売を行う企業。
1957年設立の照明器具専業メーカーで三重県名張市の自社工場で家庭用照明器具の一貫生産を行っている。
日本照明器具工業会　所属
関西照明器具工業協同組合　所属

## 沿革
- 1947年01月　瀧住喜治郎が、大阪市西成区で瀧住電機工業所を創業
- 1956年11月　大阪市東住吉区山坂2-16に新工場を建設・移転
- 1957年02月　瀧住電機工業株式会社を設立（資本金/50万円）
- 1959年09月　東京営業所を開設
- 1966年10月　桜井工場を設立
- 1968年01月　東京営業所を独立、瀧住電機産業（株）設立
- 1969年11月　名古屋営業所を開設
- 1972年01月　西日本の販売会社としてタキズミ電機産業（株）を設立、同時に名古屋営業所を吸収
- 1987年08月　福岡営業所を開設
- 1989年09月　桜井工場を三重県名張市へ移転
- 1991年02月　広島営業所を開設
- 1993年04月　製販統合のため、瀧住電機産業（株）・タキズミ電機産業（株）を瀧住電機工業（株）へ吸収合併
- 1996年04月　仙台営業所を開設

## 事業所
- 本社・大阪営業所　〒546-0035　大阪市東住吉区山坂2丁目21-16
- 名張工場　　　　　〒518-0605　三重県名張市八幡1300-93
- 東京支店　　　　　〒112-0005　東京都文京区水道2丁目16-3
- 名古屋営業所　　　〒464-0095　名古屋市千種区天満通2丁目20-2
- 福岡営業所　　　　〒812-0887　福岡県福岡市博多区三筑１丁目１１−１8